# Nat Hentoff
Nathan Irving „Nat“ Hentoff (* 10. Juni 1925 in Boston, Massachusetts; † 7. Januar 2017 in Manhattan, New York) war ein US-amerikanischer Journalist, Historiker und Jazz-Kritiker.

## Leben und Wirken
Hentoff studierte an der Boston Latin School, der Northeastern University (wo er seinen Bachelor of Arts summa cum laude und 1985 einen juristischen Ehrendoktor bekam) und in Harvard. 1950 war er Fulbright-Stipendiat an der Sorbonne in Paris.
Er war Kolumnist für The Village Voice, Legal Times, Washington Times, The Progressive, Hustler sowie Herausgeber von Free Inquiry und Jewish World Review; 25 Jahre lang war er auch Journalist beim New Yorker. Weiter schrieb er für die New York Times, The New Republic, Commonweal, The Atlantic und die Washington Post.
Als Jazzkritiker war er 1953–1957 Mitherausgeber von Down Beat und 1958–1961 Mitherausgeber von The Jazz Review. Bei Down Beat wurde er 1957 entlassen. Wie er in einem Interview sagte, lag der Grund darin, dass er eine farbige Sekretärin einstellte, offiziell, weil er die Genehmigung des Eigentümers nicht eingeholt hatte. Er schrieb einige Jazzbücher, unter anderem den Interviewband Hear Me Talkin’ to Ya 1955 mit Nat Shapiro. Zudem war Hentoff 1957 als Berater für den Film The Sound of Jazz von Robert Herridge tätig. Er verfasste zahlreiche Liner Notes zu Jazzplatten unterschiedlichster Stile und schrieb in den 1990er Jahren über Jazz für das Wall Street Journal. 1960 war er auch als Produzent und musikalischer Leiter des Jazzlabels Candid Records tätig und produzierte Platten u. a. mit Benny Bailey, Abbey Lincoln, Charles Mingus, Phil Woods und Cecil Taylor.
Hentoff war als Freidenker und Aktivist für die Redefreiheit, gegen die Todesstrafe und gegen die Abtreibung („pro life“) bekannt, wobei er sich nicht scheute, sich auch mit der Linken anzulegen. Beispielsweise unterstützte er 2003 die Invasion in den Irak (mit der Begründung, dass damit ein ständig die Menschenrechte verletzender Diktator beseitigt wurde), andererseits kritisierte er den PATRIOT Act der Bush-Regierung und die damit verbundenen Freiheitseinschränkungen mit Nachdruck, wie schon den Effective Death Penalty Act von 1996 und die Antiterrorismus-Gesetze der Clinton-Regierung. In den letzten Jahren fiel er als heftiger Kritiker von Political Correctness-Codes der American Civil Liberties Union auf (und der amerikanischen Linken allgemein, so in seinem Buch Free Speech for Me - But Not for Thee). Seine Gegnerschaft zur Abtreibung schuf ihm in den 1980er Jahren selbst unter seinen Kollegen bei Village Voice viele Feinde. Auch hier reklamierte er für sich Redefreiheit, stritt aber religiöse Motive ab (I am a jewish Atheist, civil-libertarian, pro-lifer).
Zuletzt gehörte er auch dem Beratungsgremium der „Foundation for Individual Rights in Education“ an.
Neben Jazz-Büchern und Büchern zu politischen Themen schrieb er auch Romane und Kinderbücher sowie seine Autobiographie Boston Boy – growing up with jazz and other rebellious passions.
In dem Spielfilm Sweet and Lowdown von Woody Allen hatte Hentoff einen kurzen Gastauftritt.
2009 ging er bei Village Voice, wo er seit 1958 war, in den Ruhestand, nach eigenen Worten wurde er eher – für ihn überraschend – „gefeuert“. Er wurde danach Senior Fellow am Cato Institute.

## Auszeichnungen
Für seine Berichterstattung über juristische und Strafprozess-Themen wurde er als Guggenheim Fellow (in Education) und 1980 mit einem Silver Gavel Preis der American Bar Association (Gesellschaft amerikanischer Rechtsanwälte) ausgezeichnet. 2004 wurde er als erster Jazzkritiker mit einem NEA Jazz Masters Fellowship ausgezeichnet.

## Werke (Auswahl)
- Was zum Henker wird aus dieser Stadt? Kriminalroman. Rowohlt Taschenbuch Verlag, Reinbek 1984, ISBN 3-499-42664-1.
- Does Anybody Give a Damn? On Education. Random House, 1977, ISBN 0-394-40933-7.
- Our Children Are Dying. Viking Press, New York 1966, LCCN 66-023825
- A Doctor Among Addicts. Rand McNally, New York 1968, LCCN 68-011406
- Peace Agitator: The Story of A. J Muste. Macmillan, New York 1963, ISBN 0-9608096-0-0, LCCN 63-015283
- The New Equality. Viking Press, New York 1964, LCCN 64-020500
- The First Freedom: The Tumultuous History of Free Speech in America. Delacorte Press, New York 1980, ISBN 0-440-03850-2.
- The Day They Came to Arrest the Book. Delacorte Press, New York, 1982, ISBN 0-440-91814-6. Puffin, Harmondsworth 1987, ISBN 0-14-032138-1.
- The Man from Internal Affairs. Mysterious Press, New York 1985, ISBN 0-89296-141-4.
- Boston Boy: Growing Up With Jazz and Other Rebellious Passions. Knopf, New York 1986, ISBN 0-394-40744-X.
- John Cardinal O’Connor: At the Storm Center of a Changing American Catholic Church. Scribner, New York 1988, ISBN 0-684-18944-5.
- Free Speech for Me — But Not for Thee: How the American Left and Right Relentlessly Censor Each Other. HarperCollins Publishers, New York 1992, ISBN 0-06-019006-X.
- Listen to the Stories: Nat Hentoff on Jazz and Country Music. HarperCollins, New York 1995, ISBN 0-06-019047-7.
- Living the Bill of Rights: How to Be an Authentic American. HarperCollins Publishers, New York 1998, ISBN 0-06-019010-8.
- The Nat Hentoff Reader. ISBN 0-306-81084-0.
- The War on the Bill of Rights and the Gathering Resistance. Seven Stories Press, New York 2003, ISBN 1-58322-621-4.
- The Jazz Life. Dial Press, New York 1961, ISBN 0-306-80088-8 (Porträts von Jazz-Musikern)
- als Herausgeber gemeinsam mit Nat Shapiro: Hear me talkin to ya: The story of jazz by the men who made it. Penguin Books, Middlesex, Harmondsworth 1962. (1955 (Interviews mit Jazzmusikern).
Deutsche Übersetzung: Jazz erzählt. Nymphenburger Verlags-Handlung, München 1959, DNB 454676840. Deutscher Taschenbuchverlag, München, DNB 454676859)
- Does This School Have Capital Punishment? Delacorte Press, New York 1981, ISBN 0-440-02051-4.
- I’m Really Dragged But Nothing Gets Me Down. Simon & Schuster, New York 1968, LCCN 68-029762
- Jazz Country. Harper & Row, New York, 1965, 1971.
Deutsche Übersetzung: Weiße Haut, schwarzer Blues: Ein Roman aus der Welt der Jazzmusiker. Arena-Verlag, Würzburg 1971, DNB 456961690
- This School is Driving Me Crazy: A nNvel. Delacorte Press, New York 1976, ISBN 0-440-08549-4.
- mit Albert J. McCarthy (Hrsg.): Jazz; new perspectives on the history of jazz by twelve of the world's foremost jazz critics and scholars. Rinehart, New York 1959, LCCN 59-011788